# Maurizio Orlandi
Maurizio Orlandi (Cesena, 14 febbraio 1953) è un ex calciatore italiano, di ruolo centrocampista o attaccante.
Giocava come centrocampista o ala.

## Carriera
Nella sua carriera ha totalizzato complessivamente 102 presenze in Serie A con le maglie di Cesena, Sampdoria e Lecce realizzando 5 reti, tutte con la maglia del Cesena, incluso lo storico gol che ha permesso ai bianconeri di espugnare per la prima volta in assoluto San Siro, in occasione di Inter-Cesena 0-1 del 30 marzo 1975. Di quella storica vittoria ne parlò persino il giornalino Topolino con un inedito Paperon de Paperoni in maglia bianconera vicino a un acquario con un cavalluccio marino. Ha totalizzato inoltre 314 presenze e 32 reti in Serie B, sempre con le maglie di Cesena, Sampdoria e Lecce.
Ha preso parte nella stagione 1972-1973 alla prima storica promozione del Cesena in Serie A, e nella stagione 1984-1985 alla prima conquista della massima serie da parte del Lecce.
Ha collezionato due presenze nella Nazionale Under-21 e tre nella Nazionale Under-23, primo giocatore del Cesena a debuttare in tali rappresentative.
Alla soglia dei 70 anni è tuttora in attività con la maglia dell'Olimpia Crocetta, squadra del locale campionato UISP di calcio a 11 e nel campionato UISP Over 35, con la maglia della Apd Fiorenzuola di Cesena.